# Thaiföld az 1952. évi nyári olimpiai játékokon
Thaiföld a finnországi Helsinkiben megrendezett 1952. évi nyári olimpiai játékok egyik részt vevő nemzete volt. Az országot az olimpián 1 sportágban 8 sportoló képviselte, akik érmet nem szereztek. Thaiföld először vett részt az olimpiai játékokon.

## Atlétika
Férfi
| Versenyző                                                            | Versenyszám     | Előfutam | Előfutam | Előfutam | Negyeddöntő      | Negyeddöntő      | Negyeddöntő      | Elődöntő | Elődöntő | Elődöntő | Döntő   | Döntő    |
| Versenyző                                                            | Versenyszám     | Idő      | Hely.    | Össz.    | Idő              | Hely.            | Össz.            | Idő      | Hely.    | Össz.    | Idő     | Helyezés |
| -------------------------------------------------------------------- | --------------- | -------- | -------- | -------- | ---------------- | ---------------- | ---------------- | -------- | -------- | -------- | ------- | -------- |
| Boonterm Pakpuang                                                    | 100 m           | 11,85    | 6.       | 70.      | kiesett          | kiesett          | kiesett          | kiesett  | kiesett  | kiesett  | kiesett | kiesett  |
| Boonterm Pakpuang                                                    | 200 m           | 24,15    | 2.       | 71.      | nem állt rajthoz | nem állt rajthoz | nem állt rajthoz | kiesett  | kiesett  | kiesett  | kiesett | kiesett  |
| Aroon Sankosik                                                       | 200 m           | 23,64    | 4.       | 70.      | kiesett          | kiesett          | kiesett          | kiesett  | kiesett  | kiesett  | kiesett | kiesett  |
| Aroon Sankosik                                                       | 100 m           | 11,76    | 6.       | 68.      | kiesett          | kiesett          | kiesett          | kiesett  | kiesett  | kiesett  | kiesett | kiesett  |
| Adulya Vanastit                                                      | 100 m           | 11,61    | 7.       | 67.      | kiesett          | kiesett          | kiesett          | kiesett  | kiesett  | kiesett  | kiesett | kiesett  |
| Adulya Vanastit                                                      | 200 m           | 23,50    | 5.       | 69.      | kiesett          | kiesett          | kiesett          | kiesett  | kiesett  | kiesett  | kiesett | kiesett  |
| Pongamat Amatayakul                                                  | 400 m           | 53,23    | 6.       | 68.      | kiesett          | kiesett          | kiesett          | kiesett  | kiesett  | kiesett  | kiesett | kiesett  |
| Sompop Svadanandana                                                  | 400 m           | 53,68    | 5.       | 69.      | kiesett          | kiesett          | kiesett          | kiesett  | kiesett  | kiesett  | kiesett | kiesett  |
| Boonpak Kwancharoen                                                  | 800 m           | 2:12,6   | 7.       | 50.      |                  |                  |                  | kiesett  | kiesett  | kiesett  | kiesett | kiesett  |
| Satid Leangtanom                                                     | 1500 m          | 4:32,6   | 10.      | 50.      |                  |                  |                  | kiesett  | kiesett  | kiesett  | kiesett | kiesett  |
| Adulya Vanastit Aroon Sankosik Pongamat Amatayakul Boonterm Pakpuang | 4 × 100 m váltó | 44,81    | 6.       | 21.      |                  |                  |                  | kiesett  | kiesett  | kiesett  | kiesett | kiesett  |

| Versenyző         | Versenyszám | Selejtező | Selejtező | Döntő    | Döntő    |
| Versenyző         | Versenyszám | Eredmény  | Helyezés  | Eredmény | Helyezés |
| ----------------- | ----------- | --------- | --------- | -------- | -------- |
| Kamtorn Snidvongs | Távolugrás  | 531 cm    | 25.       | kiesett  | kiesett  |